# 约翰乔治城
约翰乔治城（德語：Johanngeorgenstadt，發音：[ˌjoːhan.ɡeˈɔʁgŋ.ʃtat] ⓘ）是德国萨克森州厄尔士山县的城市，南与捷克接壤，面积29.58平方千米，2023年12月31日人口为3,749人。该城市得名于萨克森选侯约翰·格奥尔格一世。